# Mahlon Pitney
Mahlon Pitney (5 de Fevereiro de 1858 - 9 de Dezembro de 1924) foi Juiz Associado da Suprema Corte dos Estados Unidos da América de 18 de Março de 1912 a 31 de Dezembro de 1923.